# Rinat Achmetow
Rinat Leonidowytsch Achmetow (ukrainisch Рінат Леонідович Ахметов, russisch Ринат Леонидович Ахметов ‚Rinat Leonidowitsch Achmetow‘; * 21. September 1966 in Donezk) ist ein ukrainischer Unternehmer tatarischer Herkunft. Mit einem Vermögen von geschätzten 4,2 Mrd. US-Dollar (2022) ist Achmetow der reichste Mensch der Ukraine. Er gilt als der einflussreichste Geschäftsmann des Landes.

## Leben
Achmetow wurde als Sohn eines Bergmanns und einer Verkäuferin in Donezk geboren. Er studierte an der Donezker Universität Wirtschaft, war 1995 Mitbegründer der Dongorbank in Donezk und stieg binnen kurzer Zeit an die Spitze eines der drei großen Geld-Clans der Ukraine auf. Achmetow ist ehemaliger Profiboxer. Als Chef der Beteiligungsgesellschaft System Capital Management (SCM) kontrollierte Achmetow 2012 mit seinem Firmengeflecht aus über 100 Unternehmen große Teile der ostukrainischen Stahl- und Kohleindustrie; die zu SCM gehörenden Firmen beschäftigten 2012 gemeinsam etwa 300.000 Menschen und erreichten einen Umsatz von 23,47 Milliarden US-Dollar. Der zu SCM gehörende Kohle- und Stromerzeuger DTEK beschäftigte allein etwa 140.000 Personen, kontrollierte fast die Hälfte des gesamtukrainischen Kohlemarktes und deckte ein Drittel der ukrainischen Stromproduktion sowie 40 Prozent der Verteilerkapazitäten. Nach dem Erwerb des Mariupoler Metallkombinats im Juli 2010 stieg die zu System Capital Management gehörende Metinvest-Gruppe zum größten Stahlhersteller der GUS auf.
Seit 1996 ist er Präsident des Fußballclubs Schachtar Donezk. Mit massiver finanzieller Unterstützung hat Achmetow Schachtar neben Dynamo Kiew zum führenden ukrainischen Fußballverein gemacht, der regelmäßig sogar in der Champions League spielt. Als ein Geschenk an die Stadt wurde im Stadtzentrum ein neues Fünfsternestadion nach internationalen Standards gebaut, wofür einige Hektar Stadtwald abgeholzt wurden, ohne dafür Ersatzflächen zu schaffen. Die Donbass Arena wurde am 29. August 2009 eröffnet.
Achmetow ist verheiratet und hat zwei Kinder.
Im April 2011 erwarb er eine der teuersten Wohnungen der Welt im Immobilienkomplex One Hyde Park im Londoner Stadtteil Knightsbridge zu einem Kaufpreis von rund 156 Millionen Euro.
Gegen Achmetow wurde immer wieder wegen Korruption ermittelt. Die Ermittlungen wurden jedoch immer wieder von höchster Stelle eingestellt.

## Politik
Achmetow soll im ukrainischen Präsidentschaftswahlkampf von 2004 die Kandidatur von Wiktor Janukowytsch finanziell unterstützt haben, allerdings bestritt er nach der Wahl von Wiktor Juschtschenko zum Präsidenten der Ukraine eine Unterstützung von Janukowytsch. Unter der Präsidentschaft Juschtschenkos, seit Januar 2005, schien die starke Stellung Achmetows in der Region Donezk zunächst gefährdet, mehrfach durchsuchten die Steuerbehörden seine Firmen und im April 2005 wurde sein Vertrauter Borys Kolesnikow zeitweise verhaftet. Während dieser Zeit hielt sich Achmetow für längere Zeit im Ausland auf. Erst eine im Herbst 2005 zwischen Juschtschenko und Janukowytsch getroffene Vereinbarung schaffte wieder Sicherheit für Achmetow und er kehrte in die Ukraine zurück.
Seit der Parlamentswahl vom März 2006 war Achmetow Abgeordneter der von Janukowytsch angeführten „Partei der Regionen“. Bei den vorgezogenen Wahlen 2007 erreichte er erneut ein Mandat, zeichnete sich jedoch durch häufige Abwesenheit bei den Sitzungen des Parlamentes aus. Bei den Präsidentschaftswahlen 2010 war sein Einfluss auf die Partei der Regionen nicht mehr ganz so groß. Dennoch gehörte er weiter zu den Hauptfinanziers des Wahlkampfes von Janukowytsch. Bei den Parlamentswahlen 2012 kandidierte Achmetow nicht mehr für die Werchowna Rada. Im Verlauf der Proteste des Euromaidan, die im Februar 2014 zum Sturz von Janukowytsch führten, distanzierte sich Achmetow sowohl von Janukowytsch wie auch von der Partei der Regionen.
Am 20. Mai 2014 sprach er sich im Zuge des russischen Krieges in der Ukraine in einer Videoansprache gegen die Separatisten aus, die er als „Banditen und Marodeure“ bezeichnete, und rief zu einem Warnstreik in dem Gebiet auf. Da sich Achmetow in dem eskalierenden Konflikt nicht klar positionierte, geriet er in den folgenden Monaten zunehmend unter Druck. Während der Kämpfe in der Ostukraine wurden seinen Firmen gehörende Vermögenswerte zum Teil zerstört.